# چینگلتئی
چینگلتئی (به لاتین: Chingeltei) یک منطقهٔ مسکونی در مغولستان است که در اولان‌باتور واقع شده‌است.